# 右翼手
右翼手（うよくしゅ、英: right fielder）とは、野球またはソフトボールにおいて、本塁から見て右側を主な守備位置とする外野手。
中堅手の隣、一塁手・二塁手の後方に位置する。守備番号は9。英略字はRF（Right fielderから）。日本ではライトとも呼ばれる。

## 概要
主にライトファウルゾーンからセンターまでの守備範囲を担う。外野手のうち守備位置から三塁まで最も距離がある。二塁走者がタッチアップ、一塁走者が打者によるシングルヒット、打者走者が三塁打を見込める長打などによって三塁へ進塁することを防ぐために、外野手の中では最も「強肩」が求められる。また、右打者のライン側に切れていく流し打ちや左打者の強いライナーなど判断の難しい打球が飛んでくるため、素早い反応・処理も要求される。また打球の処理以外にも、送球がそれた場合に備えての一塁、及び二塁へのバックアップも欠かせないため、他の野手と比較し試合中の運動量が多い。
ごく稀に成立するが、右翼前に強い打球が飛んだ際に素早く処理して一塁へ送球すれば、打者走者はアウトになり「ライトゴロ」が可能。二塁や三塁など自分から見て右方向へ送球する機会が多いことから、左投の選手に適したポジションの1つである。とはいえ、利き腕の違いの影響は内野手に比べると小さい。
競技レベルが低いリーグや対戦では左打者や流し打ちで外野に飛ばせる右打者が少なく、必然的に守備機会は多くない。極論を言えば、打球を飛ばされない限り、守備力が皆無でも試合の成立自体には支障が出ないポジションである。そのため、最も守備の苦手な選手が守るポジションとなることが多く、守備位置がライトで打順が8番を意味するいわゆる「ライパチ」は、下手な選手の代名詞となっている。草野球や少年野球、部活など競技者の選抜がゆるい場合に起きやすい。
しかし、プロ野球やリーグの上位試合など競技レベルが上がるにつれチームに左打者が増え、右打者はランナーを進めるべく意図的に（三塁から距離のある）ライトのポジション付近へ流し打ちでヒットを打つため守備機会が増える（同様の理由で反対側を守る左翼手の守備機会が減っていく）。そのためプロでは、高度な守備力（守備範囲、強肩）が要求されるポジションである。代表的な現役右翼手としては、鈴木誠也、梶谷隆幸、大田泰示などが挙げられ、いずれも強肩が持ち味の選手である。
今浪隆博も、草野球や少年野球のレベルでは軟球を使うこともあって右翼に強い打球が来ることが殆どないため、基本的には右打者が多い打線が相手なら右翼手が一番下手な選手が守るポジションで、逆に相手打線に左打者が多ければ左翼手がそのポジションになるとしている。逆に、高校野球以上の硬式野球が主流のレベルでは左翼手が一番下手な選手のポジションとなるとの見解を示している。